# Col de Puymorens
Le col de Puymorens est un col routier français qui permet de relier la haute vallée de l'Ariège et du Carol dans le département des Pyrénées-Orientales ; il se situe à 1 915 mètres. Il se trouve sur la commune de Porté-Puymorens.

## Toponymie
Le col de Puymorens est cité dès 1034 sous la forme Pimaurent puis en 1047 sous celle de Pimorente. Le premier élément, pi, est l'équivalent du mot « pic » plus que l'équivalent de « puig ». Même si les sens n'est pas très différent. Le second élément est plus incertain. Peut-être s'agit-il d'un adjectif moren(c), avec le sens de « brun ».

## Géographie

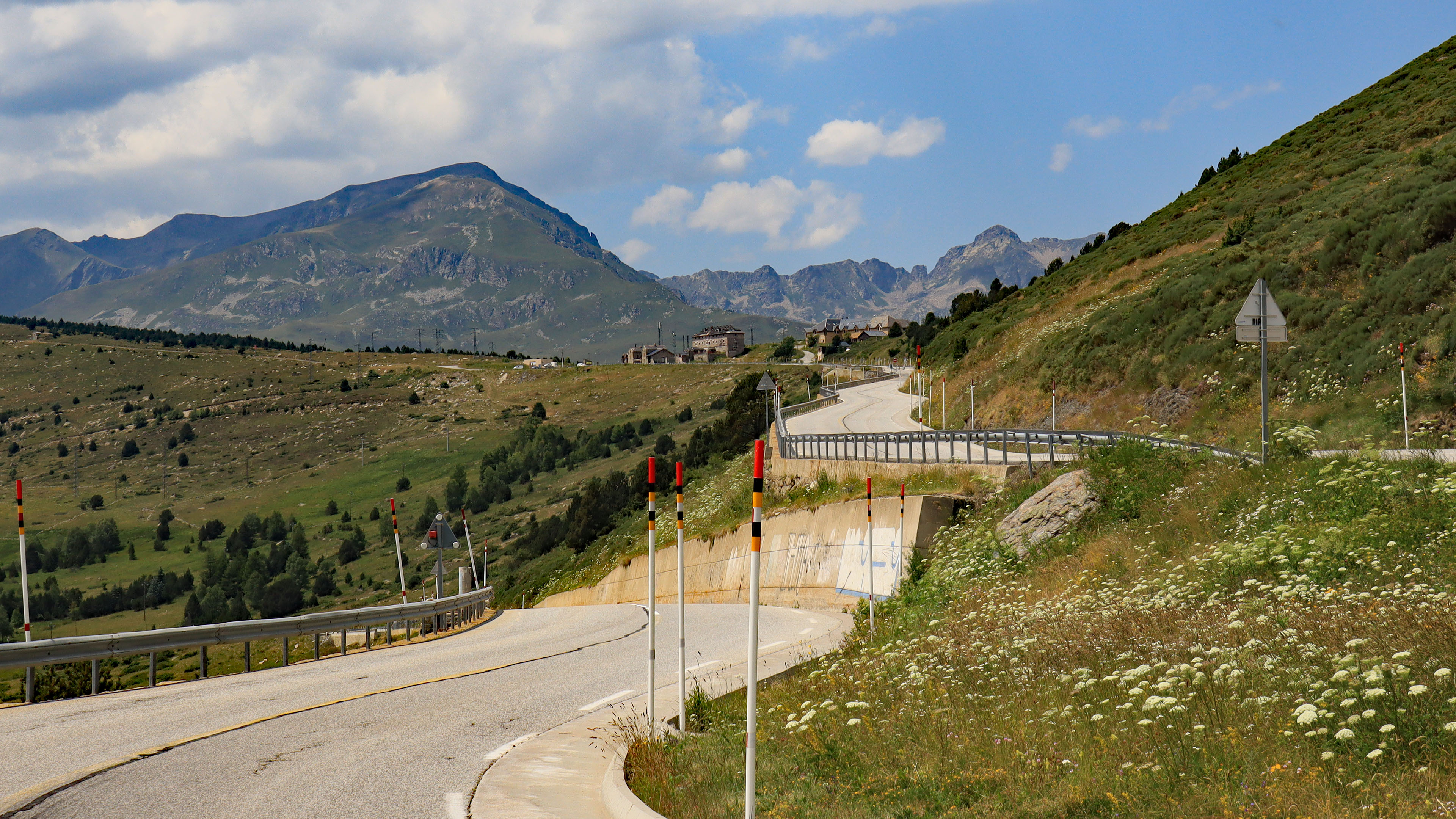
La RN 320 sur le versant des Pyrénées-Orientales.

Le col relie les bassins de la Garonne et de l'Èbre, et il est sur la ligne de partage des eaux entre Atlantique et Méditerranée, comme une partie importante des Pyrénées le long de la frontière franco-espagnole.
Il est ouvert presque toute l'année à la circulation automobile en dehors des périodes où ses accès ne sont pas déneigés (parfois de décembre à mi-avril). La route qui le traverse est la RN 320.
Cet accès est doublé par le tunnel routier du Puymorens, payant et concédé à ASF, ouvert à la circulation des véhicules entre L'Hospitalet-près-l'Andorre et Porté-Puymorens.
Le col est également traversé par le tunnel ferroviaire du Puymorens sur la ligne de Portet-Saint-Simon à Puigcerda (frontière) qui permet de relier Toulouse à Barcelone.

### Géologie

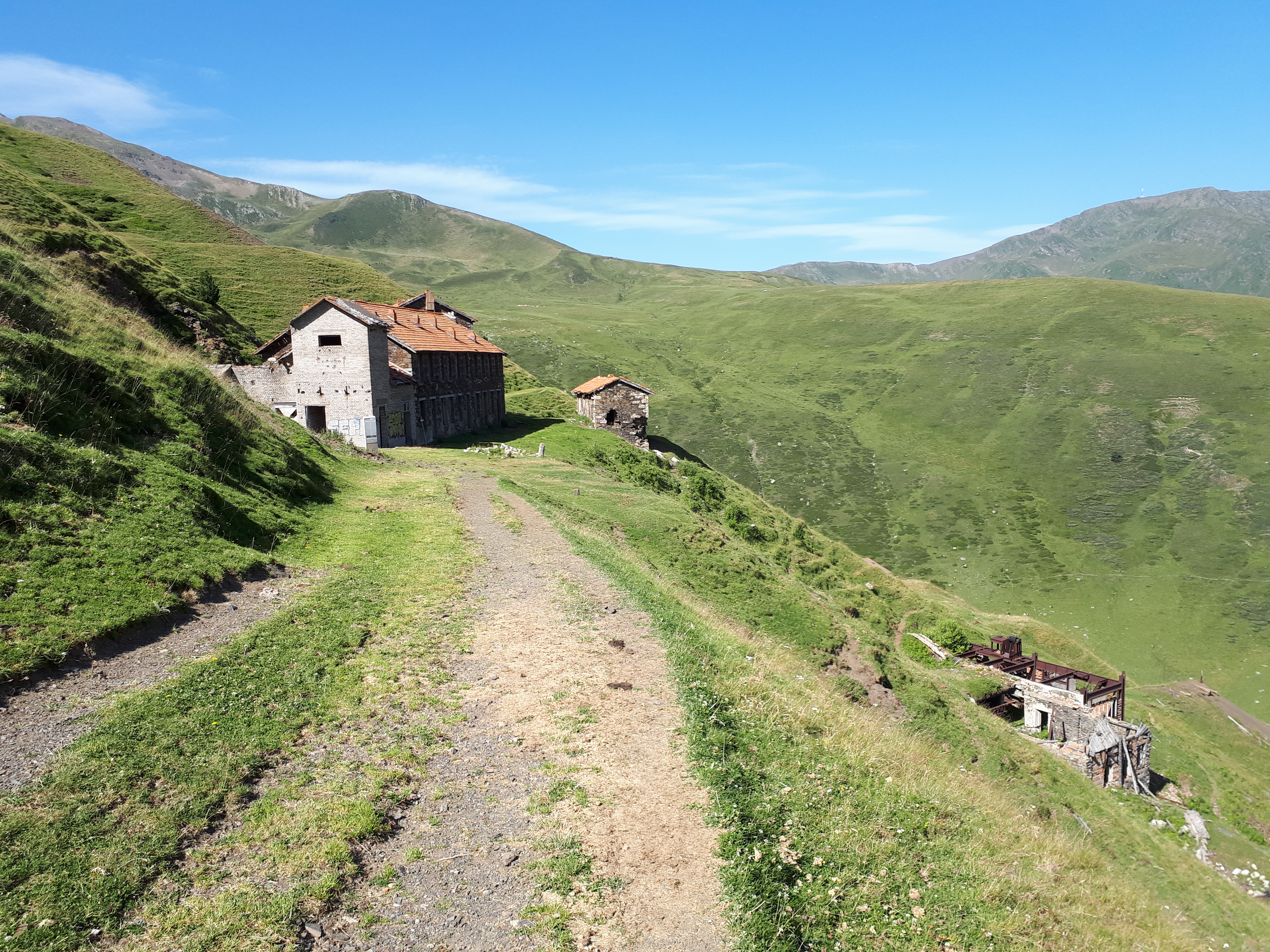
La mine de Puymorens, ancienne mine de fer exploitée jusqu'en 1966.

À proximité du col, à une altitude d'environ 2 100 m, se trouve la mine de Puymorens, une ancienne mine de fer exploitée jusqu'en 1966.
Le col figure à l'Inventaire national du patrimoine naturel sous l'intitulé « LRO2018 - Panorama et géomorphologie glaciaire au col de Puymorens ». 
Le col était sous une épaisse couche de glace pendant les périodes froides du Pléistocène. La glace s'écoulait dans la vallée de l'Ariège, à l'ouest, et dans la vallée du Carol, au sud. 
Plusieurs moraines glaciaires, marquant le retrait de la glace, peuvent être observées près du col. Au col même, une moraine s'est déposée il y a 15 000 ans.

## Histoire
Avant le traité des Pyrénées en 1659, le col de Puymorens marque la frontière entre le royaume de France et la principauté de Catalogne.
Lieu d'échange entre l'Espagne et la France, le col est longtemps resté un passage muletier. Il est franchi par la route en 1914.
L'essor du tourisme automobile en a fait un lieu touristique important, avec la présence d'installations hôtelières sur les deux faces du col.

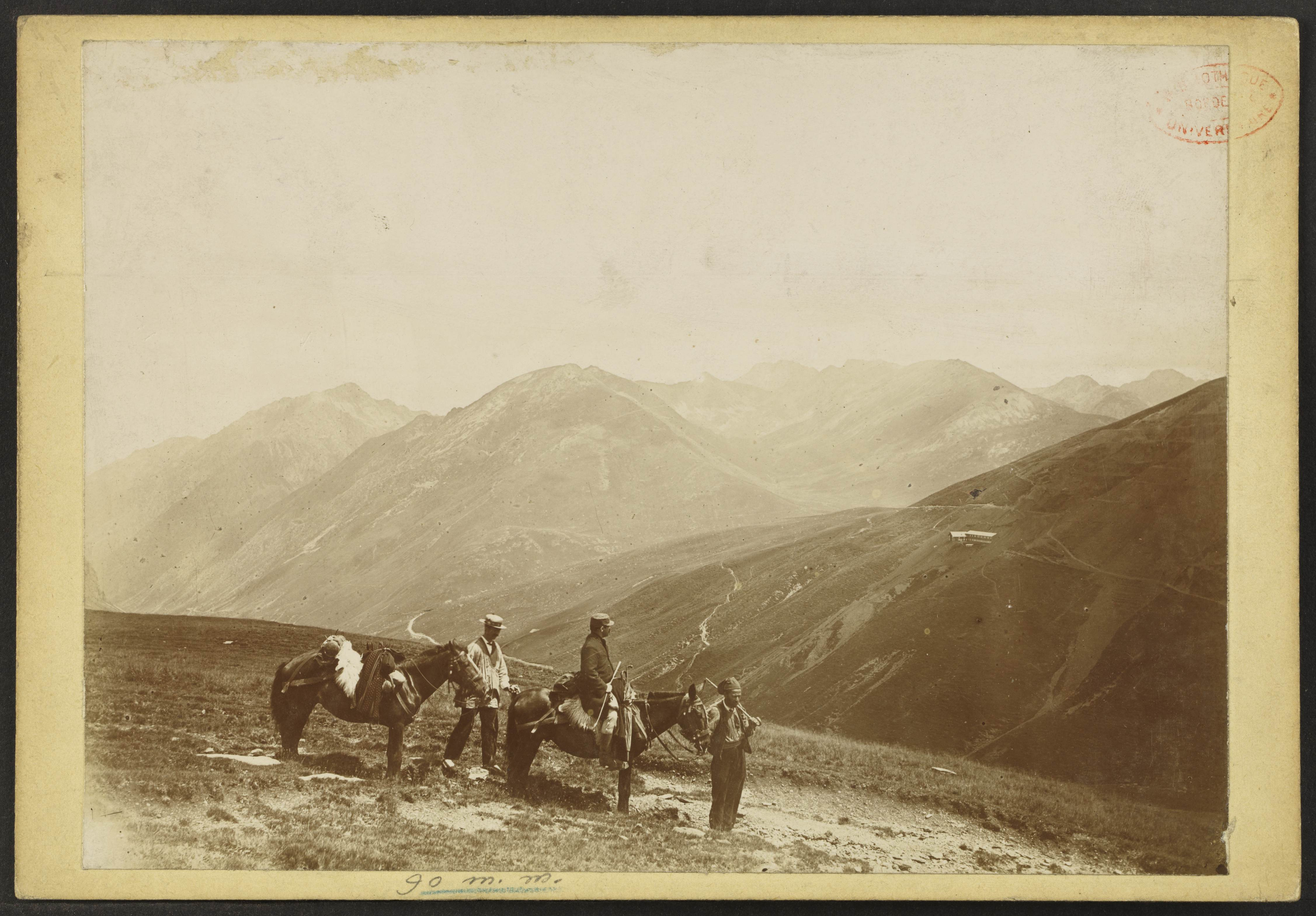
Le col en 1901. Photographie par Jean-Auguste Brutails conservée à l'université Bordeaux Montaigne.
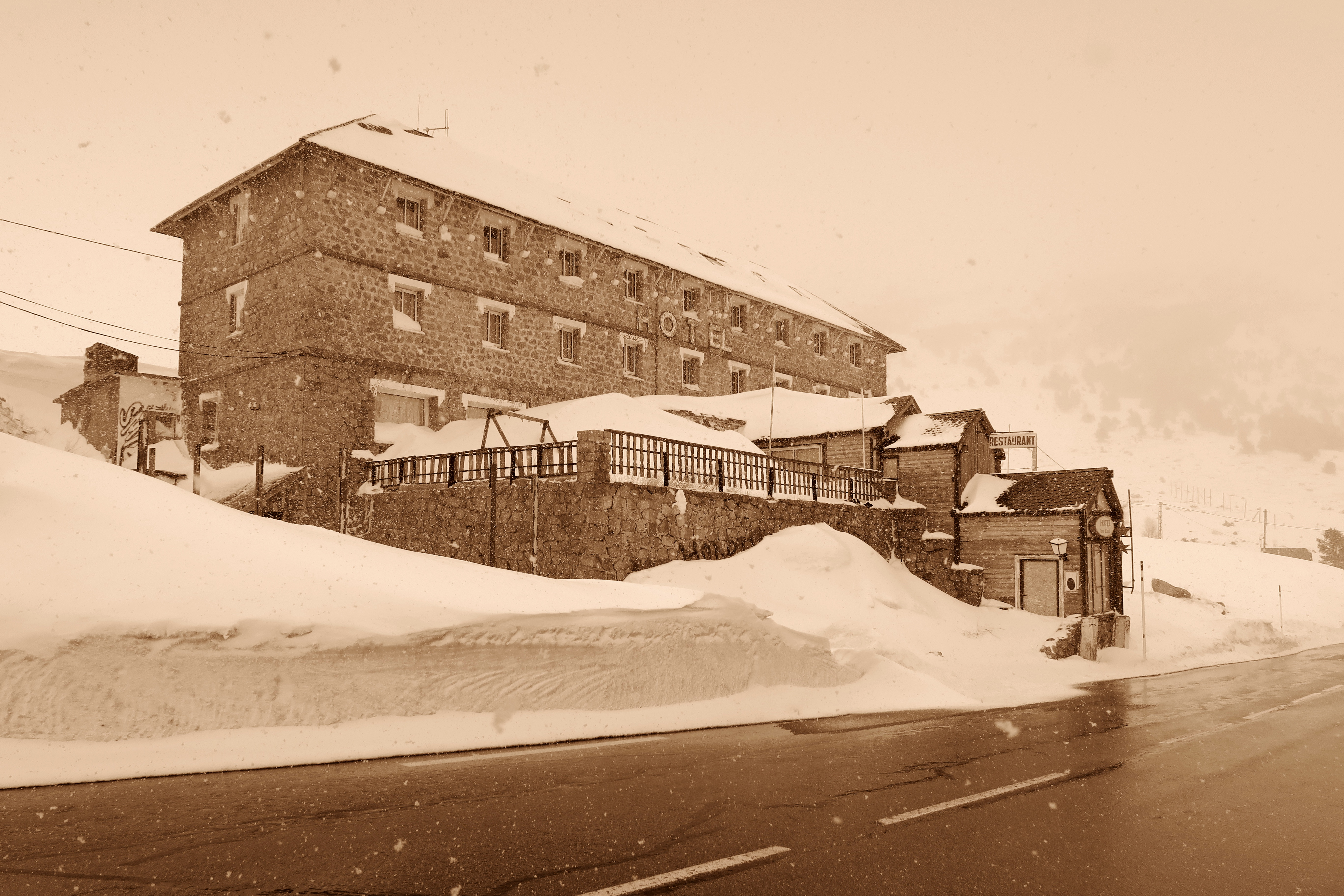
Hôtel du Col (Porté-Puymorens).
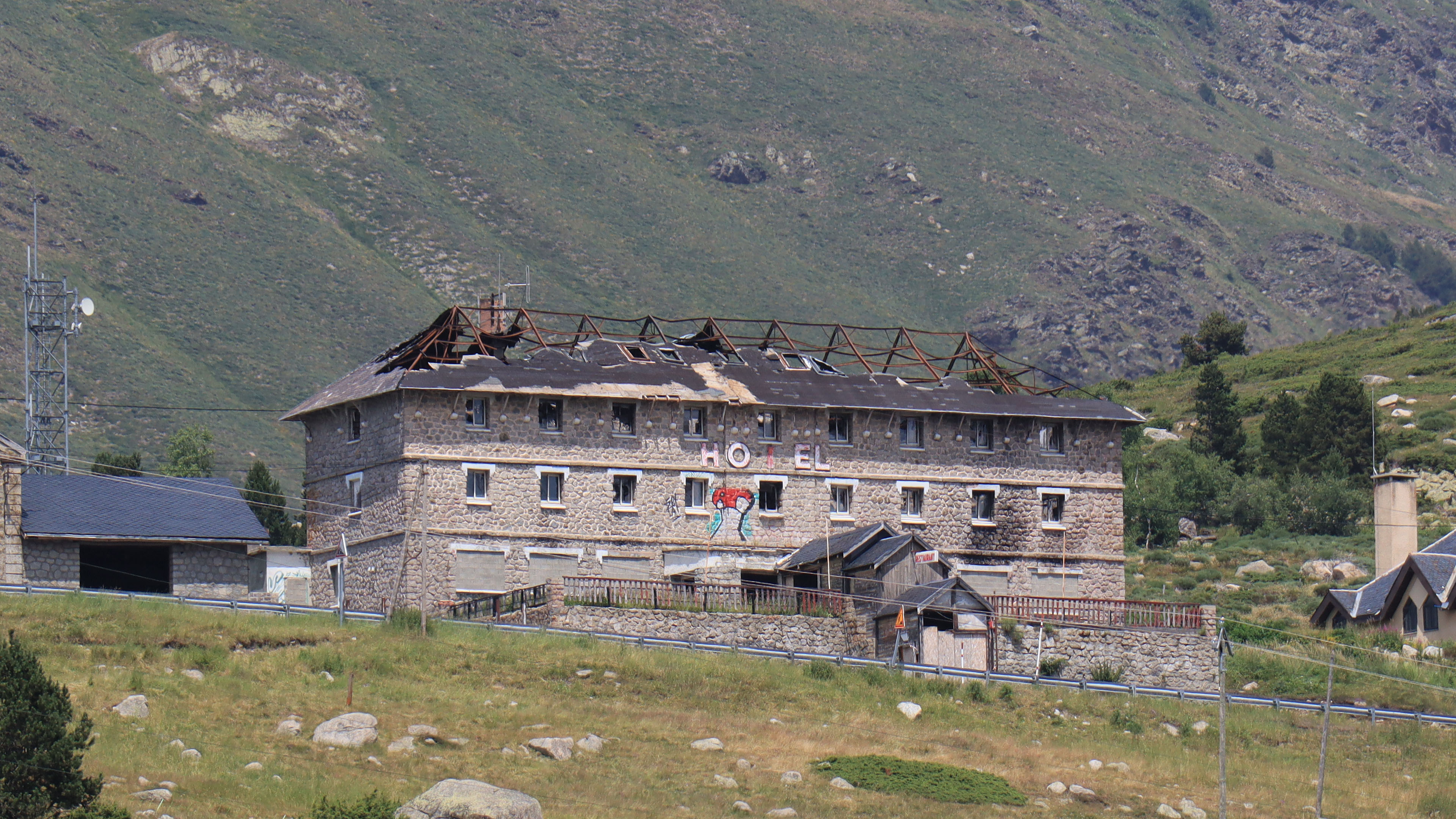
L'hôtel du Col en 2021.
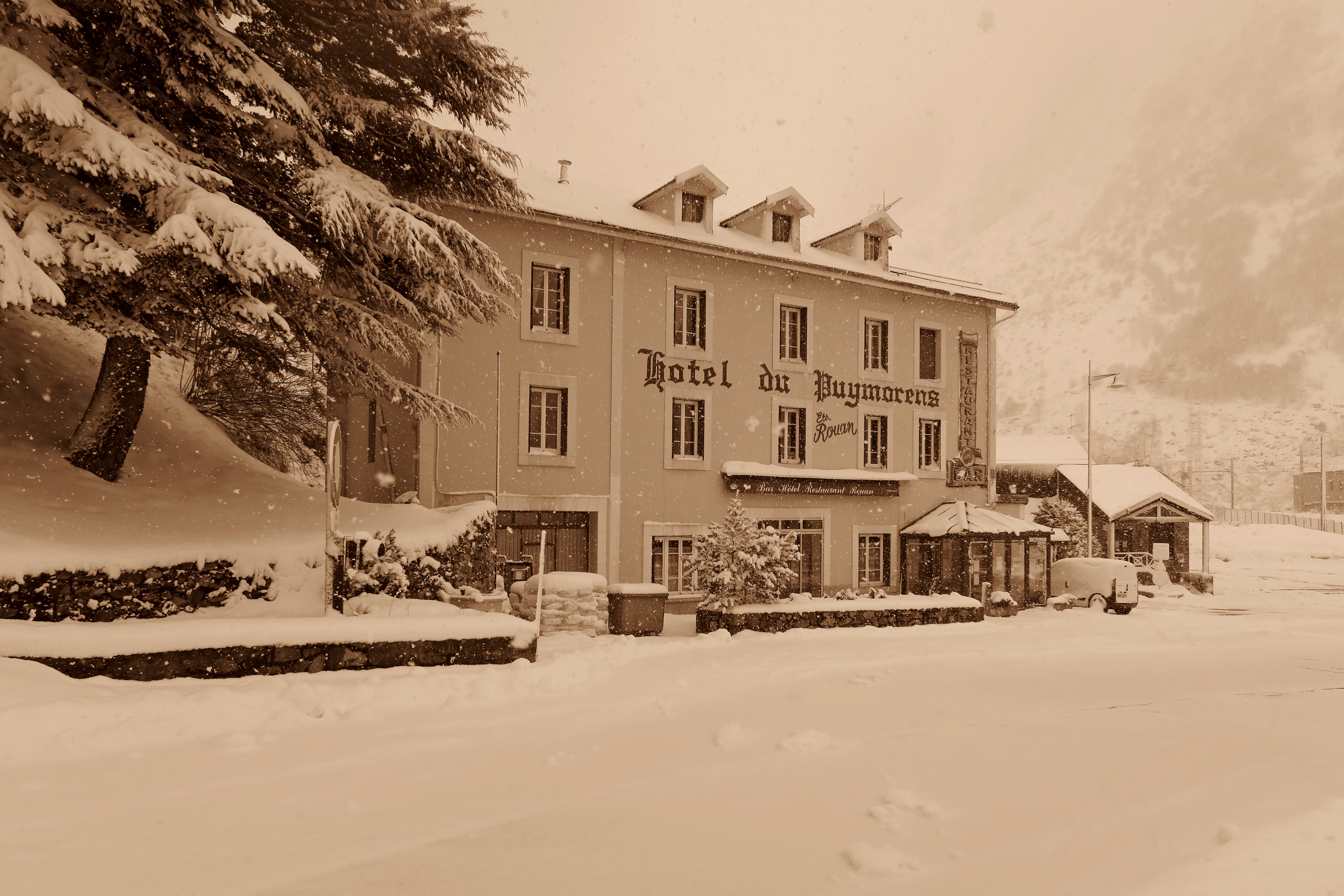
Hôtel du Puymorens (L'Hospitalet-près-l'Andorre).

En 1958, EDF a percé la galerie Ariège-Carol, ou canal Verdier, sous le Puymorens pour effectuer un échange d'eau entre les deux bassins versants, dans le cadre de l'exploitation de la concession hydroélectrique de l'Hospitalet-Mérens.
En novembre 2019, l'hôtel du col situé à Porté-Puymorens, abandonné depuis plusieurs années, est détruit par un incendie.

## Cyclisme
Le premier vainqueur cycliste du Puymorens fut en 1913 le Belge Marcel Buysse qui récidive en 1926.
Le Tour de France y est passé à 25 reprises :
| Année | Étape | Catégorie | Premier au sommet                  | Depuis   |
| ----- | ----- | --------- | ---------------------------------- | -------- |
| 2021  | 15    | 2         | Wout van Aert                      | Cerdagne |
| 1993  | 15    | 2         | Oliverio Rincón                    | Cerdagne |
| 1976  | 13    | 3         | Domingo Perurena                   | Cerdagne |
| 1973  | 13    | 3         | Pedro Torres                       | Cerdagne |
| 1965  | 11    | 2         | José Pérez Francés                 | Ariège   |
| 1964  | 13    | 3         | Julio Jimenez                      | Cerdagne |
| 1957  | 16    | 2         | Jean Bourlès                       | Cerdagne |
| 1935  | 15    |           | Félicien Vervaecke                 | Cerdagne |
| 1933  | 15    |           | Antonin Magne                      | Cerdagne |
| 1932  | 6     |           | Amerigo Cacioni                    | Ariège   |
| 1931  | 10    |           | Benoît Faure                       | Ariège   |
| 1930  | 10    |           | Groupé                             | Ariège   |
| 1929  | 10    |           | Benoît Faure                       | Ariège   |
| 1928  | 10    |           | Nicolas Frantz                     | Ariège   |
| 1927  | 12    |           | Nicolas Frantz                     | Ariège   |
| 1926  | 11    |           | Marcel Buysse                      | Ariège   |
| 1925  | 9     |           | Ottavio Bottecchia                 | Ariège   |
| 1924  | 7     |           | Philippe Thys                      | Ariège   |
| 1923  | 7     |           | Henri Pélissier                    | Ariège   |
| 1922  | 7     |           | Émile Masson senior                | Ariège   |
| 1921  | 7     |           | Luigi Lucotti                      | Ariège   |
| 1920  | 7     |           | Firmin Lambot                      | Ariège   |
| 1919  | 7     |           | Honoré Barthélémy et Jean Alavoine | Ariège   |
| 1914  | 7     |           | Groupé                             | Ariège   |
| 1913  | 7     |           | Marcel Buysse                      | Ariège   |

## Randonnée
Le sentier de grande randonnée 107, dit également le chemin des Bonshommes, y passe. Il constitue aussi une étape sur la Haute randonnée pyrénéenne.

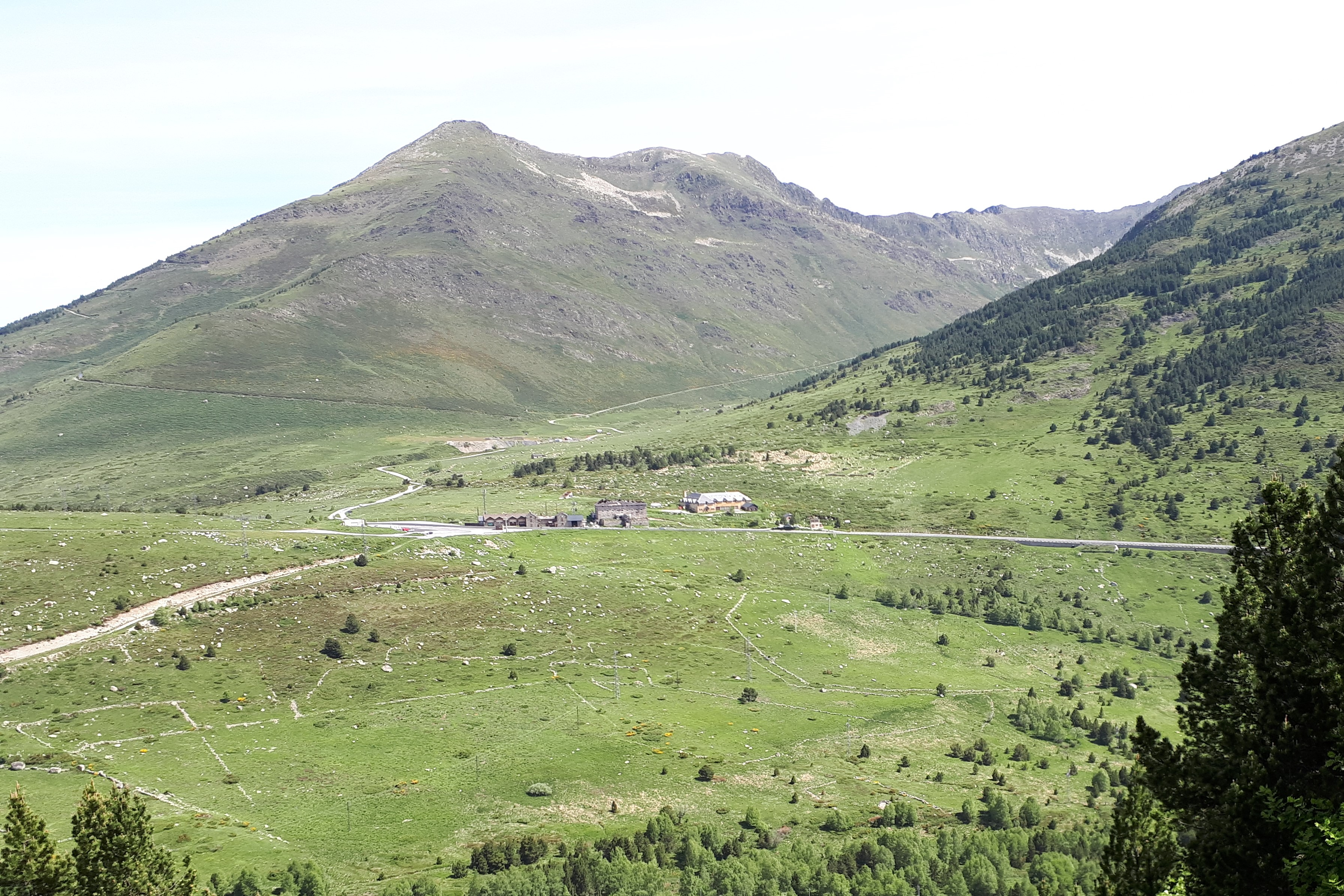
Vue du col de Puymorens, depuis le sud.
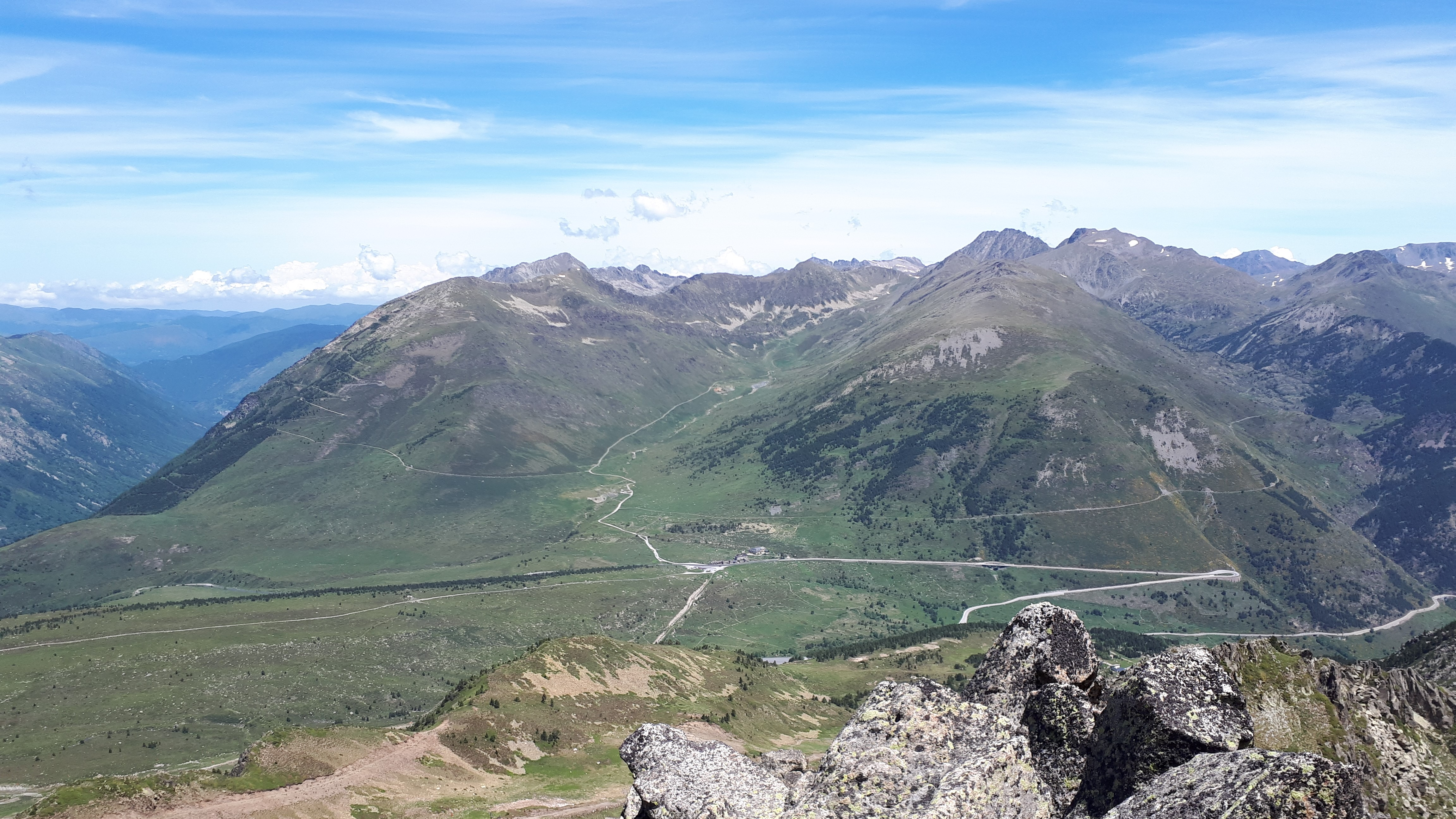
Vue du col de Puymorens, depuis le pic de l'Estanyol au sud-ouest.